# Vinodolska općina
Die Vinodolska općina (wörtlich Gemeinde Vinodol) ist eine Gemeinde in der kroatischen Gespanschaft Primorje-Gorski kotar. Sie liegt im Vinodoler Tal (kroatisch Vinodolska dolina) im Hinterland von Crikvenica.

## Ortschaften
Die Vinodolska općina umfasst vier Ortschaften:
- Bribir
- Drivenik
- Grižane-Belgrad
- Tribalj

Sitz der Gemeinde ist Bribir.

## Geschichte
Im 13. Jahrhundert war das Fürstentum Vinodol ein wichtiges Zentrum der Kvarner-Küste. Vinodol findet sich bereits in der Chronik des Priesters Dukljanin und danach in alten kroatischen schriftlichen Dokumenten wieder. Die mittelalterliche Stadt Hreljin wurde zum ersten Mal 1225 erwähnt, als der kroatisch-ungarische König Andreas II. (Andrija II.) das Fürstentum von Vinodol, zu dem auch Hreljin gehörte, dem Fürsten Vid II. Krčki (Guido von Krk) geschenkt hat, welcher zum Geschlecht der Frankopanen gehörte. Aus dem bei dieser Gelegenheit gewährten Zuschuss geht hervor, dass Vinodol ein größeres Gebiet abdeckte als nur die relativ kleine Vinodol-Bucht. Mit der Ankunft der Frankopanen als Herren von Vinodol begann sich in diesem Teil des Kvarners eine neue feudale Regierung zu etablieren.
Das Gebiet von Vinodol bestand zu dieser Zeit aus den Städten Novi, Ledenice, Bribir, Belgrad, Drivenik, Hreljin, Bakar, Trsat und Grobnik.
Das Verwaltungszentrum befand sich in Novi, wo die Frankopanen einen ständigen Sitz hatten. 1288 trafen sich die Oberhäupter der Vinodol-Siedlungen in dieser Burg und verabschiedeten unter dem Vorsitz von Prinz Leonard Frankopan das Vinodoler Gesetz, welches die Beziehungen der Vinodol-Städte zu ihren Feudalherren regelte. Es war zu seiner Zeit einer der wenigen Kodizes des nationalen Rechts, in denen die feudale Regierung in der lokalen Selbstverwaltung gemeinsame Kriterien für die Verwaltung des Gebiets fand.

## Belege
1. ↑  Načelnik Vinodolske Općine